# Стоянов, Владислав
Владислав Бойков Стоя́нов (болг. Владислав Стоянов; род. 8 июня 1987, Перник, Болгария) — болгарский футболист, игравший на позиции вратаря. Выступал в сборной Болгарии.

## Карьера
Родился 8 июня 1987 года в городе Перник. Начинал карьеру в местном «Металурге». В 2000 году перешёл в столичный ЦСКА, где в течение 4 лет выступал на юношескую команду. В 2004 году подписывл свой первый профессиональный контракт с «Нафтеском» (Бургас).

### «Нафтекс»
В сезоне 2004/05 был отдан в арену в команду, выступающую во втором дивизионе — «Поморие», где провёл всего три матча — два в чемпионате и один в Кубке Болгарии. Летом 2005 году вернулся в «Нафтеск» и занял роль третьего вратаря в команде. Официально дебютировал в группе «А» чемпионата Болгарии 15 октября 2005 года в матче против «Черно Море», в котором отыграл на ноль. До конца сезона сыграл ещё три матча в чемпионате и один в кубке.

### «Черноморец» Бургас
Летом 2006 года Стоянов перешёл в другой бургаский клуб — «Черноморец», который выступал тогда в Группе «Б». Дебют состоялся 19 августа 2006 года в матче против ПФК «Несебар». В первом же сезоне за новую команду Стоянов провёл 9 матчей, а «Черноморец» уверенно занял первое место в чемпионате. После выхода в группу «А» стал основным вратарем в команде, отыграв 28 матчей, 10 из них — «сухие». Благодаря хорошему выступлению летом 2008 года был приглашен на просмотр в киевское «Динамо», но трансфер так и не состоялся. Стоянов остался в «Черноморце» и вскоре в сезоне 2008/09 после прихода в команду немецкого вратаря Паскаля Бореля, уступил место в основе.

### «Шериф» Тирасполь
В начале 2010 года Стоянов перешёл в стан тираспольского «Шерифа», многократного чемпиона чемпиона Молдавии. Вратарь быстро освоился в команде и 7 марта 2010 года дебютировал в матче с ФК «Тирасполь». В течение 9 матчей Стоянов сохранял свои ворота в неприкосновенности. Выступая в составе «Шерифа» болгарский вратарь получил возможность играть в еврокубках. 4 августа 2010 года в серии послематчевых пенальти против «Динамо» Загреб в третьем квалификационном раунде Лиги Чемпионов 2010/11 он отразил три удара, тем самым помог тираспольской команде одержать победу в важнейшем противостоянии. 4 ноября 2010 года в ответном матче группового раунда Лиги Европы 2010/11 против БАТЭ Владислав Стоянов получил травму — перелом руки. Вратарь выбыл до конца сезона. В первом матче после возвращения основного вратаря тираспольская команда разгромила своего соперника со счетом 5:1. Единственный мяч Стоянов пропустил с пенальти. 18 декабря 2010 года Стоянов был назван вратарём года в Молдавии. В сезоне 2011/12 «Шериф» неудачно выступил в еврокубках, не сумев пробиться в основную сетку турнира, и сосредоточился на национальном первенстве.

### «Лудогорец» Разград
В январе 2013 года Владислав покинул тираспольский клуб и перешёл в болгарский «Лудогорец». 13 декабря 2013 года Стоянов был включен символическую сборную групповой стадии Лиги Европы 2013/14. В Группе «B» Владислав провёл 4 «сухих» матча, благодаря чему «Лудогорец» вышел в плей-офф с первого места.
На 119-й минуте ответного матча раунда плей-офф Лиги чемпионов сезона 2014/15 Стоянов был удален с поля за фол последней надежды. К этому моменту в составе «Лудогорца» были сделаны все три замены, поэтому в ворота пришлось встать защитнику Космину Моци, которому в итоге удалось отбить два пенальти из шести в серии пенальти. В результате «Лудогорец» впервые в своей истории пробился в групповой этап Лиги чемпионов.

## Сборная
На родине пристально следили за выступлением Стоянова, и вскоре голкипер получил приглашение в национальную сборную. 12 октября 2010 года он дебютировал в товарищеском матче против Саудовской Аравии.

## Достижения
Командные
 Черноморец
- Финалист Кубка Интертото: 2008

 Шериф
- Чемпион Молдавии (2): 2009/10, 2011/12
- Обладатель Кубка Молдавии: 2009/10

 Лудогорец
- Чемпион Болгарии (2): 2012/13, 2013/14
- Обладатель Кубка Болгарии: 2013/14
- Обладатель Суперкубка Болгарии: 2013/14

Личные
- Футболист года в Болгарии: 2014[7]
- Лучший вратарь чемпионата Молдавии: 2009/10[3]
- Лучший вратарь чемпионата Болгарии (2): 2012/13[8], 2013/14[9]
- Лучший вратарь групповой стадии Лиги Европы: 2013/14[5]
- Лучший вратарь групповой стадии Лиги чемпионов: 2014/15